# 光復東涌
光復東涌是一個在2018年11月11日進行的香港社會運動，以回應港珠澳大橋的通車和中國大陸遊客在香港新界東涌一帶所引起的社會問題，活動以舉報「黑工導遊」的方式進行，打擊非法旅行團。

## 背景
涉及一帶一路的港珠澳大橋正式通車

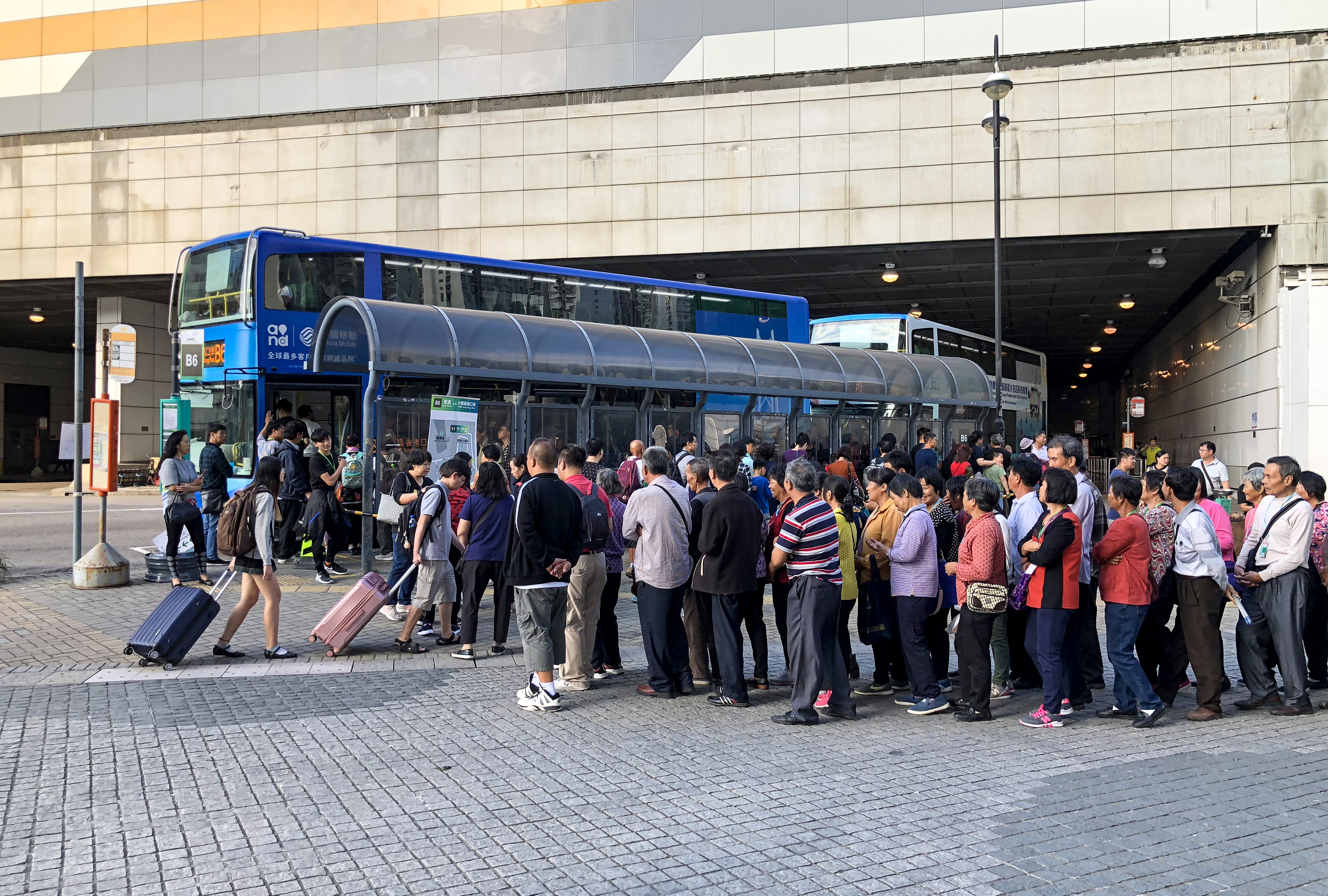
在東涌站外乘坐B6巴士線的人潮

，令東涌新市鎮居民的生活方式得到改變，面對著固體廢物污染、空氣污染增加等環境污染問題，PM2.5及PM10含量更曾超出世衞標準。及中國大陸的大量懷疑非法旅行團帶來的問題。大批旅客每逢周末和周日到香港東涌和大嶼山各區購物遊覽，即使在平日旅客也絡繹不絕。而市中心的B6巴士總站下午至晚間有逾千人候車，人龍長達100米，需等候最少40分鐘才可上車。區內居民抱怨旅客迫爆、聲浪過大、影響生活、要求將巴士站遠離民居。而多個商場人流如織，茶餐廳及快餐店座無虛席，需大排長龍，洗手間衞生情況亦變得惡劣。居民指部分貨品被旅客很快被搶購一空，嚴重影響民生。不同立場的媒體以「淪陷」形容通車後的東涌，有民主派亦有建制派聲音，其中包括：now新聞、公民黨、謎米香港、香港01、香港經濟日報，甚至是國外媒體如美洲台灣時報和大紀元時報等。在連續兩個星期的周日逼爆下，東涌地區組織「東涌人」宣佈發起「光復東涌」遊行。
2018年11月10日下午，針對訪港的中國大陸違法旅行團、黑工導遊問題，有組織在港鐵東涌站附近發起公民監察行動。荃灣區議員譚凱邦指，觀察到有過半數是黑工導遊帶領中國大陸旅行團，應打擊。民建聯成員、香港立法會議員兼東涌南區議員周浩鼎認為，有較多旅客乘搭的B6巴士站太接近民居，人流聚集影響居民，要求緊急搬走。
根據《香港法例》，訪港旅行團需在香港登記並聘請香港領隊，以保障旅客和確保旅行團質素。不過，多數即日遊中國大陸旅行團涉及無牌經營。中國大陸領隊當「黑工」涉及違反《旅行代理商條例》。商務及經濟發展局局長邱騰華表示關注違規旅行團情况，向廣東省港澳辦提出有關問題。廣東省文化旅遊廳已經答覆港府並下達指令，如果涉及訪港旅行團，都需要遵守香港法例，以免誤墮法網，如遇到違法情況，將會依法處理。

## 经过

### 發起
雖然香港政府呼籲中國大陸旅客坐乘A線巴士離開東涌市區，或乘B5到欣澳，然而情況未見改善。其中往尖沙嘴的A21巴士站約有50人排隊，全部為散客。新大嶼山巴士負責人黃良柏稱，當晚9時左右約有1.5萬至1.6萬人次乘B6，上周六全日約有1.3萬至1.4萬人次。
2018年11月9日，香港警察已向本土派組織「東涌人」發出不反對通知書，該組織計劃在2018年11月11日針對沒有在地接送的領隊及一人帶多團的當地導遊作出行動，又計劃包圍涉及違規的帶隊人並交予警方執法。

### 過程

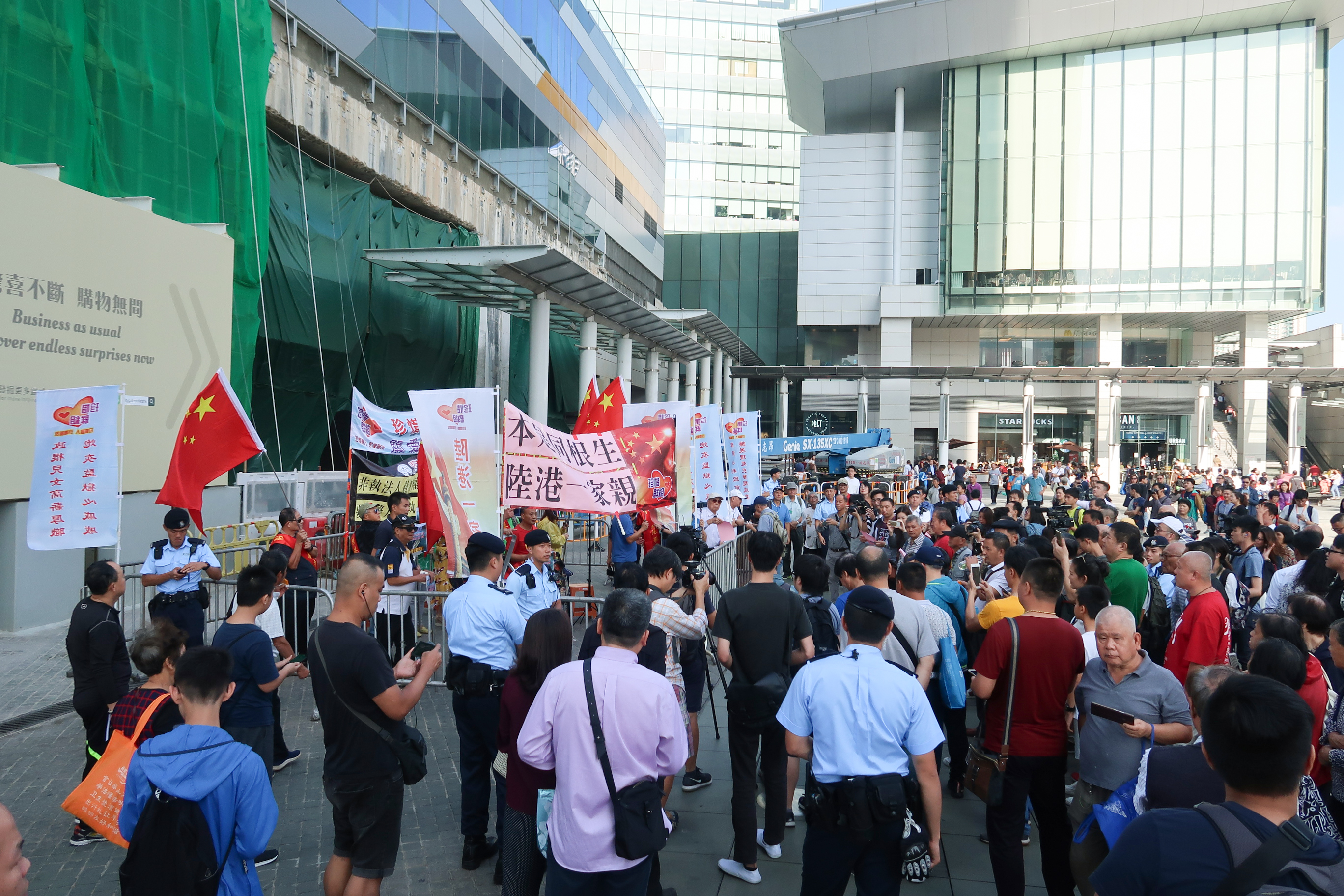
「光復行動」開始前，珍惜群組成員已到場，展示「本是同根生 陸港一家親」橫額

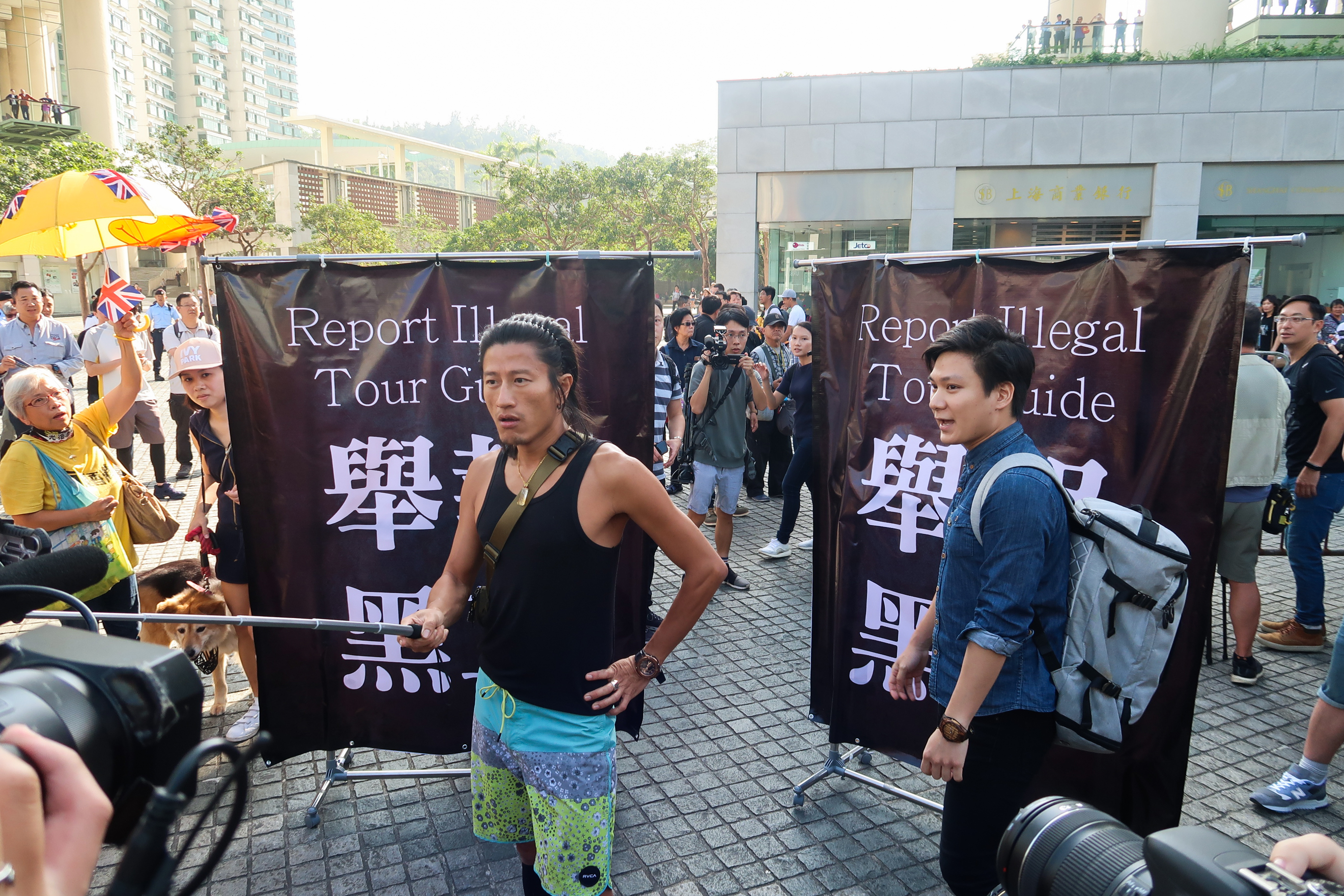
「光復行動」開始時，網絡紅人「龍心」突然出現，高呼「你尋日做乜X我老頂周浩鼎」，批評對方搞事

2018年11月11日下午1時許，有多名警員在東涌區內巡邏。東涌地區組織「東涌人」的facebook已發出提醒公告，「光復行動」於下午2時30分開始，以打擊「不明來歷旅行團」。據報當日行動還末開始，有中國大陸導遊稱只帶遊客到口岸而不進入東涌。光復行動開始不久，有示威者在附近走動。警方質疑是次集會變成了遊行，因而截查王進洋並予以警告。王進洋隨即宣布解散集會，稱示威者可自由行動，繼續打擊非法旅行團。
期間建制派團體珍惜群組到場，有成員展示「本是同根生 陸港一家親」的示威橫額。雙方發生罵戰，警員須到場居中分隔。有珍惜群組的支持者用腳踢記者。有一名婦人不滿被光復行動支持者拍攝而搶走對方的手機，最後被警方帶走。

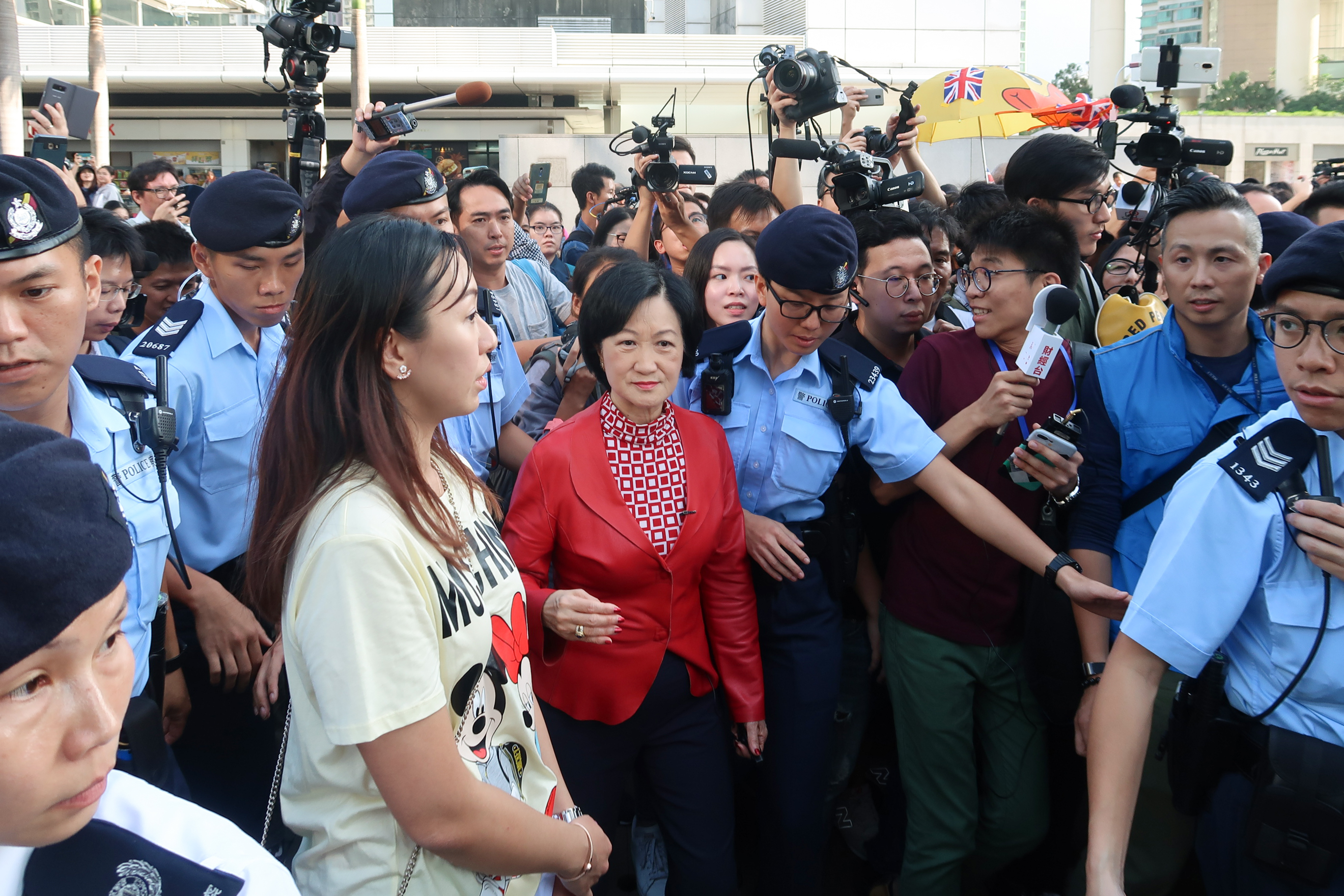
葉劉淑儀(右)聯同當區新民党區議員在大批警方护送下現身，但逗留短時間便離開

下午3時，香港新民黨主席葉劉淑儀聯同當區新民党區議員傅曉琳在大批警方护送下現身，向在場人士提及影響居民的問題。她先呼籲坐在路旁的遊客站起來，再要求「珍惜群組」示威者將他們的擴音器音量降低。而「光復東涌」參與者試圖包圍並要求對話不果，批評建制派當年支持建大橋。葉太隨後在逾20名警員護送下於3時28分匆匆離開。
到下午3時半，新大嶼山巴士、冠忠巴士主席黃良柏到巴士站了解情況，荃灣區區議員譚凱邦向他高呼「你為大嶼山做咗啲咩嚟？（你為大嶼山幹了什麼？）」，但被黃良柏以粗口辱罵，雙方一度情緒激動，警員其後護送黃離開。

### 影響
東堤灣畔商場的萬寧以安全理由關店，部份受訪購物旅客表示失望。
事後，大橋穿梭巴士「金巴」設限量發售車票。但一個月內，有團體揚言問題未解決，便再次「光復」。同時，政府鼓勵大橋旅團經欣澳乘旅遊巴士往市區後，欣澳亦開始出現同類問題，巴士站附近大排長龍，媒體稱場面混亂。2019年1月28日起至另有通知止，前往大橋香港口岸方向的B6線在東涌站的站位臨時遷至近達東路公廁的停車灣。
東涌樓市而言，港珠澳大橋未啟用，已經有媒體報稱大橋帶旺市場，令二手樓價格上升。然而，大橋啟用後的東涌出現本文所述之背景並經過光復行動，巧合下東涌樓價暴跌。另一間媒體泛民的《蘋果日報》則指是：「珠澳大橋上月通車後，東涌巿中心即告淪陷外，造價千億大橋亦難救區內樓價。」，而且連中聯辦體系的香港經典左報之一的《大公報》，亦罕有地發表類似報導：「二手跌不完，港珠澳大橋通車癱瘓東涌，未令該區樓價飛上枝頭反成跌價幫兇，區內二手骨牌式冧價。」《香港01》亦有文章質疑大橋與大灣區發展對香港的利弊。

## 回應

### 親共媒體評論
親中國共產黨的媒體在行動開始前發表批評交章。《環球時報》及《大公報》等媒體宣稱參與者是「香港獨立運動」人士，是「亂港派」。《點新聞》指行動會挑起港中矛盾。《香港商報》宣稱行動重點是「反對一帶一路基建的人心理扭曲」。
而《大公報》評論更指《蘋果日報》造谣「东涌沦陷」，將問題上大做反面文章，認為有關內容企圖挑起市民的反感和負面情緒。大批內地旅客能帶來可觀的消費，令商場和售貨員可得益良多。重申大橋開通對香港經濟、以至東涌居民都是好事而不是壞事。
激進親共派組織亦齊聲評擊及落區進行對抗活動。港人講地聲稱有人借故滋事，並估計會出現打鬥場面。珍惜群組去現場發起「本是同根生」行動，批評「東涌人」撕裂兩地人感情。然而，「珍惜群組」成員對葉劉淑儀栽上「賣港賊」這種扣帽子的罪名，並扣上「學生好似黑社會」，行動支持者是「支持港獨、起義」，「學生會的行為」等「帽子」。

### 香港建制派
曾在示威期间到现场视察的葉劉淑儀表示十分理解市民的怨憤，承諾會向政府部門反映東涌的人流等問題。《明報》2018年11月13日報導，葉劉淑儀認為口岸完善就無混亂場面。旅議會指：香港歡迎各地旅客，不應無禮對待。

### 行動支持者或其他
大嶼山發展諮詢委員會早在2016年1月發表報告，建議在大嶼山進行多項發展。但當地人指報告末有聽取他們的意見，無視當地生態。當時，「東涌人」群組成員王進洋就特區政府配合中國大陸的十三五規劃，已提出過光復東涌的行動。
2018年11月25日，王進洋不同意「搞亂東涌」的指控，但同意金巴限量售票後改善擠逼情况，同時聲言東涌再被迫滿便會再發起光復行動。

## 相關參見
- 過度旅遊
- 保護主義
- 港澳個人遊
- 香港旅遊業
- 香港境內水貨客問題